# Saint-Quentin-de-Caplong
Saint-Quentin-de-Caplong település Franciaországban, Gironde megyében. Lakosainak száma 256 fő (2022. január 1.). Saint-Quentin-de-Caplong Caplong, Eynesse, Gensac, Les Lèves-et-Thoumeyragues, Massugas, Pessac-sur-Dordogne, Saint-André-et-Appelles és Saint-Avit-de-Soulège községekkel határos.

## Népesség
A település népessége az elmúlt években az alábbi módon változott:
| Lakosok száma | 402  | 293  | 312  | 252  | 252  | 247  | 243  | 238  | 235  | 256  |
|               | 1968 | 1982 | 1990 | 2006 | 2013 | 2015 | 2017 | 2019 | 2020 | 2022 |